# Cirrhochrista kosemponialis
Cirrhochrista kosemponialis is een vlinder uit de familie van de grasmotten (Crambidae), uit de onderfamilie van de Spilomelinae. De wetenschappelijke naam van deze soort is voor het eerst voorgesteld door Embrik Strand in een publicatie uit 1918.

## Verspreiding
De soort komt voor in 
- het Palearctisch gebied (Japan[1]),
- het Oriëntaals gebied (India (Meghalaya), Zuid-China[2], Cambodja[3], Taiwan, de Nicobaren, de Filipijnen[3], Maleisië (Sabah, Sarawak), Indonesië (Sumatra), Oost-Timor)
- het Australaziatisch gebied (Papoea-Nieuw-Guinea[3]).

## Waardplanten
De rups leeft op Ficus erecta en Ficus superb (Moraceae).